# Ítéletkérők
Az Ítéletkérők Menandrosz töredékesen fennmaradt komédiája. Devecseri Gábor fordította magyarra.

## Cselekmény

### Első felvonás
Az első felvonás fontos részei nem maradtak fenn, de más leírásokból ismertek. Az alaphelyzetet Onészimosz vázoljaː miközben Kharísziosz távol volt otthonától, felesége, öt hónappal a menyegző után gyereket szült. A csecsemőt kitették a hegyekben. Kharísziosz ennek ellenére megtudta, hogy mi történt, ezért elhagyta feleségét, és barátjához, Khairesztratoszhoz költözött, és a hárfáslánnyal, Habrotononnal él együtt. Ezután egy istenség elmeséli, hogy Pamphilét egy ismeretlen férfi kilenc hónappal korábban megerőszakolta egy éjszakai ünnepségen. Ez a férfi Kharísziosz volt, aki később nem ismerte fel feleségében egykori áldozatát. Szmikrinész arról panaszkodik, hogy veje elhagyta a lányát, de a hozományt nem adta vissza (127-171).

### Második felvonás
Megjelenik a színen Daosz és Szüriszkosz. Vitás ügyükben keresnek döntőbírót, és Szmikrinészt kérik fel (172-240). Daosz elmondja, hogy talált egy csecsemőt legeltetés közben. Hazavitte, hogy felnevelje, de később a szénégető rávette, hogy adja neki, mivel nincs gyereke. Szüriszkosz azonban később rájött, hogy a csecsemő mellett ékszerek is voltak, és most azokat is szeretné megkapni, hogy megőrizze a gyerek felnőtté válásáig.(241-353). Szmikrinész Szüriszkosz javára dönt. Daosz és Szmikrinész elhagyja a színpadot. Megjelenik Onészimosz, aki felismer egy gyűrűt mint gazdája tulajdonát.(354-419).

### Harmadik felvonás
Onészimosz elhatározza, hogy kideríti, miként vesztette el gyűrűjét Kharísziosz. Közben Habrotonon beszámolójából kiderül az is, hogy Kharísziosz nem feküdt le vele, így még mindig szűz. Onészimosz emlékszik arra, hogy korábban megerőszakoltak egy lányt egy esti ünnepségen, és elhatározza, megkeresi őt. Habrotonon elmondja, hogy jelen volt azon az ünnepségen, amelyen az erőszak történt.(420-485). „A lány velünk sétára jött/és hirtelen előfut sírva, egyedül/a haját tépi, drága szép tarentumi/ruhája – istenem, de finomǃ – szerte volt/zilálva-tépve, tiszta rongy volt, semmi más” – emlékezik vissza a rabszolga.(486-490). Habrotonon azt javasolja, hogy becsapja Kharísziosztː úgy tesz, mintha őt erőszakolták volna meg az ünnepségen, és megmutatja a gyűrűt. Miután az ifjú beismeri tettét, megmutatják neki a fiát. Közben megérkezik a dühös após a városból, aki már hallotta a hírt, hogy vejének gyereke született a hárfáslánytól.(491-695).

### Negyedik felvonás
Szmikrinész megpróbálja rábeszélni lányát, hogy váljon el férjétől. Megjelenik Habrotonon a csecsemővel, és kérdéseire Pamphilé elismeri, hogy ő volt az a lány, akit megerőszakolt egy ismeretlen. Megjelenik Onészimosz is, aki kihallgatta Kharísziosz és apósa vitáját, amelynek során Kharísziosz önmagát ostorozta, amiért egy fattyúgyerek apja lett, és elvesztette igaz szerelmét, feleségét. A házából kilépő ifjú előtt Habrotonon felfedi az igazságot.(714-971).

### Ötödik felvonás
A felvonásból csak néhány oldal maradt fenn. Ezeken Szmikrinész dühöng, de Onészimosz röviden összefoglalja neki a történteket.(981-1132).